# Przedbórz
Przedbórz – miasto w województwie łódzkim, w powiecie radomszczańskim, położone na Wyżynie Przedborskiej nad rzeką Pilicą. Leży na pograniczu województw łódzkiego i świętokrzyskiego, w odległości 92 km od Łodzi, 75 km od Kielc i 73 km od Częstochowy. Siedziba gminy miejsko-wiejskiej Przedbórz.
Przedbórz uzyskał lokację miejską przed 1370 rokiem. Miasto królewskie w powiecie chęcińskim województwa sandomierskiego w drugiej połowie XVI wieku.
Według danych GUS z 31 grudnia 2021 roku miasto liczyło 3288 mieszkańców.

## Położenie
Przedbórz leży na pograniczu Małopolski i dawnej prowincji wielkopolskiej. Lewobrzeżna część Przedborza na zachodnim brzegu Pilicy położona jest w ziemi sieradzkiej, zaś prawobrzeżna należy do ziemi sandomierskiej. Od XIII wieku miasto związane było z ziemią sandomierską, a od czasu zjednoczenia ziem Polski przez Władysława Łokietka weszło w skład woj. sandomierskiego. Stan taki przetrwał do roku 1795, kiedy to Przedbórz po ostatnim rozbiorze znalazł się w granicach cesarstwa austriackiego. Pilica stała się wtedy rzeką graniczną między Prusami i Austrią. Granica zanikła w latach 1807–1809 po wyzwoleniu i utworzeniu Księstwa Warszawskiego. W 1815 roku, po upadku Napoleona i likwidacji Ks. Warszawskiego, Przedbórz ostatecznie się pod panowaniem rosyjskim (zarówno prawobrzeżna część, jak i dzisiejsza lewobrzeżna) i granica państwowa już nie istniała. Taki stan utrzymywał się przez kolejne 100 lat. Po pierwszej wojnie światowej i odzyskaniu przez Polskę niepodległości miasto włączono wraz z powiatem koneckim do woj. kieleckiego. Na krótko przed wybuchem II wojny światowej 1 kwietnia 1939 roku Przedbórz i powiat konecki przyłączono do woj. łódzkiego. W latach 1975–1998 miasto administracyjnie należało do województwa piotrkowskiego, a przed 1975 r. do województwa kieleckiego.

## Nazwa miasta
Nazwa miasta Przedbórz może pochodzić od topografii okolicy albo od imienia założyciela lub dzierżawcy osady.
Pochodzenie topograficzne może wskazywać na naturalne właściwości terenu, na którym osada była zakładana. Miejsce ulokowane było przed borami, ponieważ miasto w momencie swego powstawania leżało na granicy z przepastnymi lasami Puszczy Świętokrzyskiej i Puszczy Nadpilickiej. Niewykluczone jest, że pierwotna nazwa miasta brzmiała Przedborze, jednak brak potwierdzenia tej nazwy w tekstach źródłowych.
Bardziej prawdopodobne jest pochodzenie nazwy od imienia Przedbor (nazwa miasta jest nazwą osobową lub dzierżawczą, pochodzącą od imienia założyciela bądź też dzierżawcy osady i ziemi, na której ona się znajdowała). Imię Przedbor było dość powszechne na terenie Polski w epoce średniowiecza.
Utworzone z członów przed- znaczącego też naj- oraz wyrazu bor, pochodzącego od prasłowiańskiego bьrаti, bor'ǫ, borišь, słowa znaczącego tyle co walka lub konkurowanie. Łatwo więc stwierdzić, iż imię Przedbor/Przedbór oznaczać miało człowieka walecznego lub też stawiającego ponad wszystko walkę. Rodem, w którym imię to było dość rozpowszechnione i często nadawane, był ród Zadorów. Rodzina ta posiadała w swym władaniu wiele posiadłości na zachodnim brzegu Pilicy. Należały do nich m.in. Chełmo, Bąkowa Góra czy Wielgomłyny. Być może jeden z Zadorów – protoplastów rodziny Lanckorońskich – o imieniu Przedbor był założycielem Przedborza, bądź panem ziem, na których osada powstała.
Za nazwą osobową przemawiają zapisy Przedborza w dokumentach średniowiecznych, tzw. Falsyfikacie Trzemeszeńskim noszącym datę 1145 oraz dokumencie wystawionym przez Bolesława Wstydliwego w 1239 roku. W obu tych dokumentach widnieje nazwa Predbor.
Znane są też inne zapisy nazwy Przedbórz w średniowiecznych dokumentach, np. Predbrij z dokumentu wystawionego przez księcia Konrada Mazowieckiego w 1241 r., czy też Pridborz (1388 r.), Przedborzs (1426 r.) – z dokumentów króla Władysława Jagiełły. W odpisie aktu nadania praw miejskich (1405 r.) z 1508 roku widnieje nazwa Przedborze. Różne formy zapisu nazwy miasta widnieją też na mapach z wieku XVI czy XVIII. Spotykamy więc: na mapie z 1525 r. nazwę Pfedbors, Przedbors na mapie z 1750, Przedhore – na niemieckiej mapie z 1782 r. Jednak, jako że są to mapy autorstwa cudzoziemców, dowolność w zapisie nazwy miasta wydaje się jak najbardziej zrozumiała.

## Historia
Pierwsza historyczna wzmianka o miejscowości nad Pilicą pochodzi z 1145 roku z tzw. Falsyfikatu Trzemeszeńskiego. W roku 1239 wymieniany jest tutejszy gród warowny, który w połowie XIV w. Kazimierz Wielki rozbudował do postaci zamku obronnego. Ze względu na urodzajność przedborskich lasów częstym gościem zamku bywał król Kazimierz Wielki, który w 1370 roku nadał miejscowości prawa miejskie. Bardzo często bywał na tutejszym zamku także król Władysław Jagiełło. Pierwszy raz był w Przedborzu 1 maja 1388 roku, a podczas drugiej wizyty 2 kwietnia 1405 roku odnowił miastu prawa miejskie. Król przebywał w zamku w Przedborzu ponownie w latach 1406, 1409, 1418, 1419, 1420, 1425, 1426, 1428, 1430, 1433. W dniu 29 lipca 1423 roku właśnie tutaj Władysław Jagiełło nadał prawa miejskie wsi Łodzia (obecnie – Łódź).

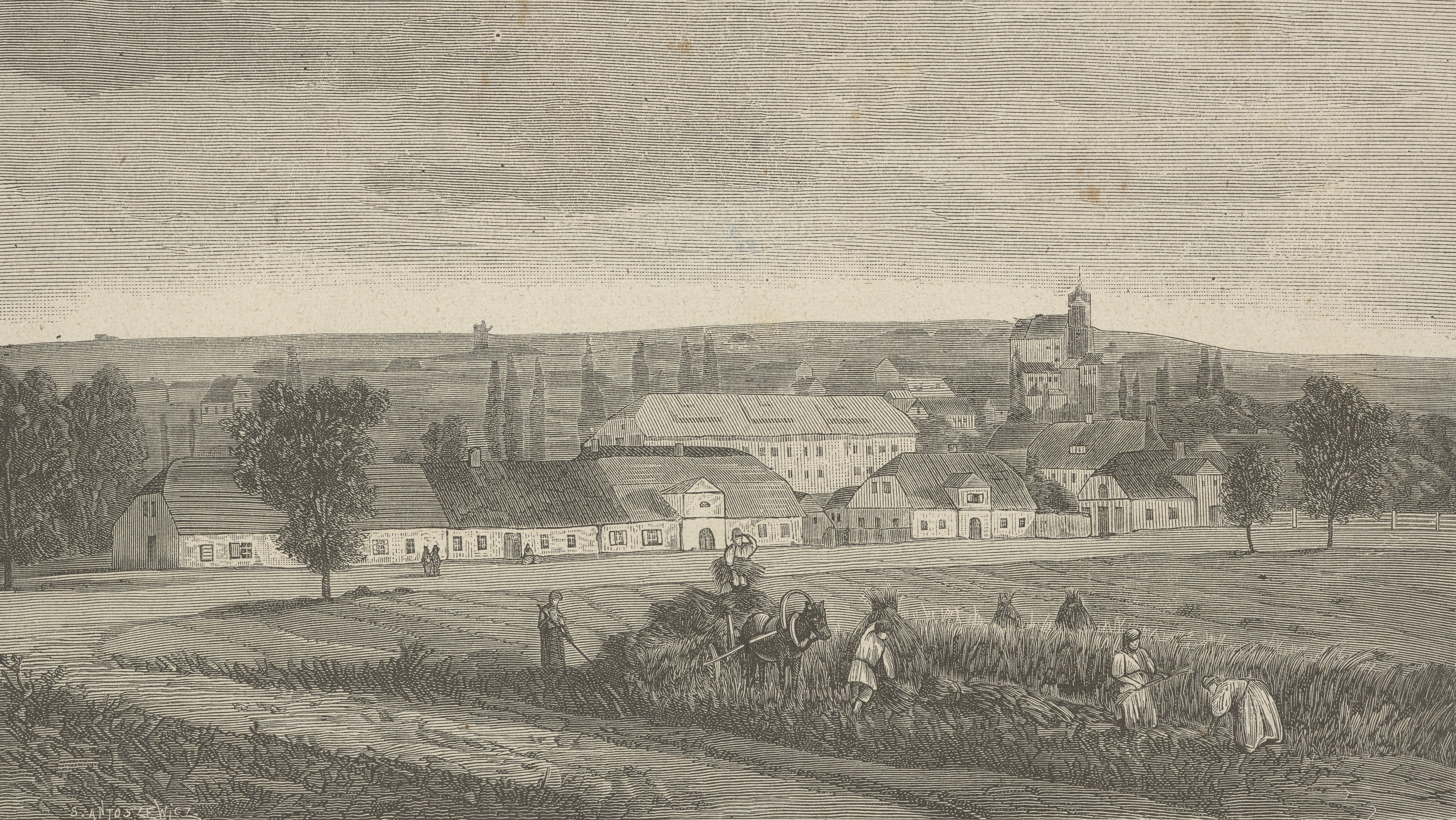
Widok Przedborza, 1876

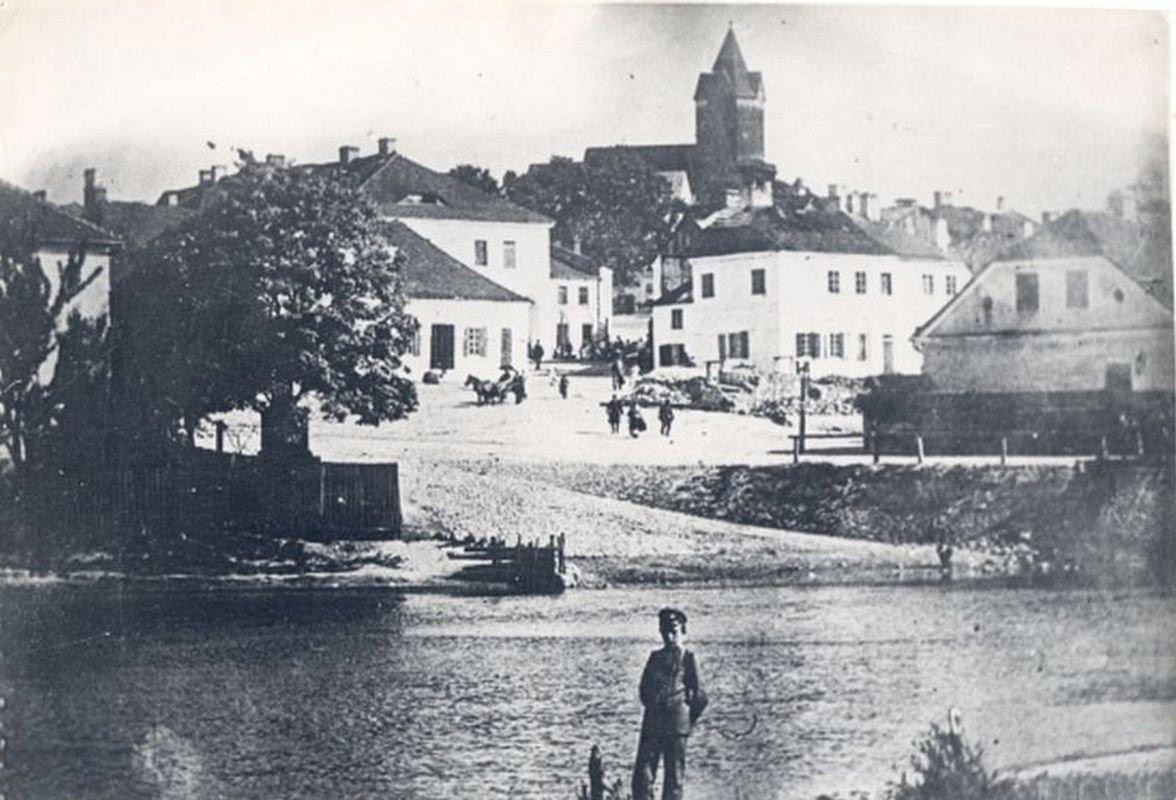
Widok miasta przed I wojną światową

W latach 20. XV wieku. Przedbórz był miejscem, w którym odbywały się sesje wyjazdowe opoczyńskiego sądu grodzkiego.
W 1512 roku w mieście istniała szkoła, miasteczko było dużym ośrodkiem piwowarstwa. Rozwój miasta i jego znaczenie strategiczne związane było z położeniem na szlaku handlowym między Śląskiem i Rusią. W 1638 r. miasto zniszczył pożar. Koniec pomyślnego okresu w dziejach miasta przypieczętował potop szwedzki, który w 1655 przyniósł zniszczenia miastu i zamkowi.
W lipcu 1793 roku poważny pożar strawił w Przedborzu kilkadziesiąt domostw i kościół.
W wyniku rozbiorów Rzeczypospolitej od 1793 r. na Pilicy przebiegała wschodnia granica Królestwa Prus; w 1795 r. rzeka stała się granicą prusko-austriacką (Przedbórz wówczas przejściowo trafił pod zabór austriacki). W 1807 i 1809 r., po wyzwoleniu, tereny po obu stronach rzeki zostały włączone do Księstwa Warszawskiego; od 1815 r. Przedbórz leżał w Królestwie Polskim pod zaborem rosyjskim (Imperium Rosyjskie), w województwie sandomierskim, w powiecie (ujeździe) koneckim (od 1844 r. w guberni radomskiej).
Wiek XIX przyniósł rozwój przemysłu. W 1823 roku Jan Lange (Jan Fryderyk Albert Wojciech Lange) utworzył spółkę z Johnem Cockerillem – brytyjskim przemysłowcem, działającym w Belgii i wielu innych krajach kontynentu w różnych dziedzinach przemysłu, m.in. w warszawskiej wytwórni sukna „Poland”. Spółka doprowadziła do powstania kolejnej fabryki sukna w Przedborzu. Cockerill wniósł do niej m.in. maszyny parowe ze swoich belgijskich zakładów. Wybudowano kompleks fabryczny, osiedle robotnicze, zatrudniono zagranicznych fachowców. Cockerill, w którego działalności rządowi kontrolerzy dostrzegali liczne niejasności finansowe, był współwłaścicielem fabryki do swojej śmierci w 1840 roku.
W latach 1838–1840 w Przedborzu zbudowano ratusz. Wraz z szybkim rozwojem miasta przyrosła liczba ludności z 2170 w 1827 r. do 4738 w roku 1863.
W czasie powstania styczniowego 15 stycznia 1863 r. do miasteczka wkroczyły oddziały Antoniego Jeziorańskiego, a 27 czerwca 1863 roku oddział Józefa Oxińskiego stoczył bitwę z wojskami rosyjskimi.
Podczas I wojny światowej, po wycofaniu się zaborczych wojsk rosyjskich, miasto znalazło się pod bardziej liberalną okupacją austriacką. Przedborzanie mogli wtedy ufundować w parku pomnik Tadeusza Kościuszki. W latach 1916–1919 w mieście i okolicy wystąpiła epidemia tyfusu plamistego. Wśród osób niosących w tym czasie pomoc chorym byli m.in. Jan Porębiński (1881–1919) – felczer miejski, Wiesław Józef Świerczyński (1882–1919) – lekarz miejski (Ryc. 5), Zofia Żarnoch (1900–1919) – sanitariuszka, Kazimierz Cudziński (1887–1921) – doktor medycyny, naczelny lekarz 43. pułku Strzelców Kresowych, Feliks Prusinowski (1841–1916) – prowizor
farmacji, Roman Kołakowski (1906–1968) – farmaceuta oraz Michał Rejment (1871–1918) – lekarz miejski.
W międzywojennej Polsce Przedbórz znalazł się w granicach powiatu koneckiego, a tym samym w województwie kieleckim. Pierwsze lata istnienia nowego państwa były niepomyślne dla Przedborza, co związane było ze stratami wojennymi, położeniem daleko od linii kolejowych, kurczeniem się produkcji rzemieślniczej, która była wypierana przez tańsze towary pochodzenia fabrycznego. Kolejnym zagrożeniem były epidemie. W kontekście Przedborza warto wskazać na postać felczera pochodzenia żydowskiego Fajwysia Świętarskiego, który był cenionym diagnostykiem, a po 1918 r. walczył z epidemią tyfusu i hiszpanką. W 1922 r. przybył do Przedborza lekarz Henoch Zelicki, a w 1927 r. Juda Kamiński, który wcześniej ukończył studia w Berlinie. W okresie międzywojennym miasto było ośrodkiem handlu dla okolicznych wsi. Wydawany był „Głos Przedborza”. W mieście, podobnie jak w wielu innych miastach w centrum i na wschodzie kraju, zamieszkiwała ludność żydowska.
W międzywojennym Przedborzu gminę żydowską uznano za wielką. Oznaczało to, że gmina obejmowała miasto Przedbórz, przedmieście Widoma oraz szereg osiedli podmiejskich: Majową Górę, Chałupki Pierwsze, Chałupki Drugie, Miejskie Pola Pierwsze oraz Miejskie Pola Drugie. Zarząd gminy znajdował się przy ulicy Mostowej 36. Zarząd gminy był wybierany na 4-letnią kadencję w wyborach powszechnych, równych, tajnych, bezpośrednich oraz proporcjonalnych. W zarządzie gminy znalazło się 12 osób. Wśród nich byli m.in. Szaja Grynblat, Aron Cukier, Zalcman Szpiro, Szmul Dawid Gotesman, Szyja Niepamiętny, Szlama Rubin, Abram Hersz Landau, Emanuel Woliński, Jankiel Mały, Jakub Szlama. Gmina żydowska była właścicielem dwóch synagog, dwóch budynków szkolnych, dwóch łaźni parowych i cmentarza. W II RP w Przedborzu rabinem był Nusyn Dawid Grynbaum, a kantorem Moszek Halper.
Czas II wojny światowej przyniósł straty w ludności i zniszczenia w zabudowie. Wielu ludzi w tym okresie brało czynny udział w walce poprzez działania partyzanckie, m.in. w oddziale majora Hubala Dobrzańskiego, któremu mieszkańcy miasteczka i okolicznych wsi pomagali w prowadzeniu działań partyzanckich. Na terenie obwodu Radomsko stacjonował i działał 74 Górnośląski pułk piechoty, który przeprowadził liczne akcje dywersyjne. 10 lutego 1944 roku zaatakowano Przedbórz i przeprowadzono akcje w urzędzie gminnym, na poczcie, w mleczarni oraz w magazynach. Dowodził ppor. Skóra-Skoczyński „Robotnik”. 10 czerwca w mieście podpalono tartak i stoczono walkę z jego osłoną. Akcją dowodził ppor. Józef Kasza-Kowalski „Alm”. W mieście znajdował się hitlerowski obóz pracy przymusowej przeznaczony dla Żydów.
Podczas okupacji hitlerowskiej, wiosną 1940 roku Niemcy utworzyli getto dla żydowskich mieszkańców. Przebywało w nim około 3000 Żydów. W październiku 1942 zostali wywiezieni do getta w Radomsku, a stamtąd do obozu zagłady Treblinka II i tam zamordowani.
W 1958 r. miasto było areną protestu przeciwko usunięciu krzyży z miejscowej szkoły, co przeszło do historii pod nazwą Wrzenia Przedborskiego.
W latach 1954–1969 w granicach Przedborza znajdowała się Wola Przedborska.

## Zabytki

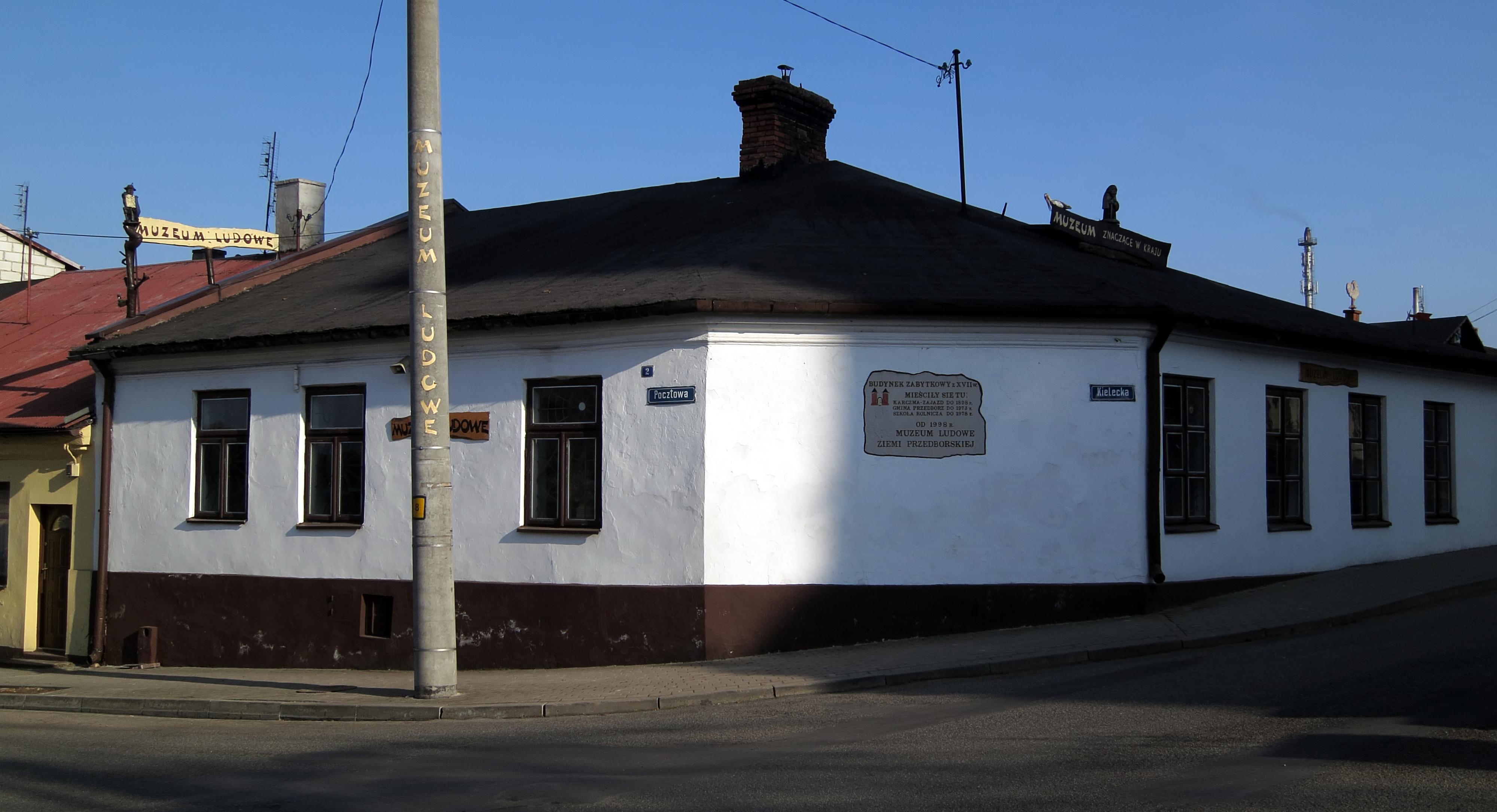
Karczma z XVIII wieku, obecnie Muzeum Ziemi Przedborskiej

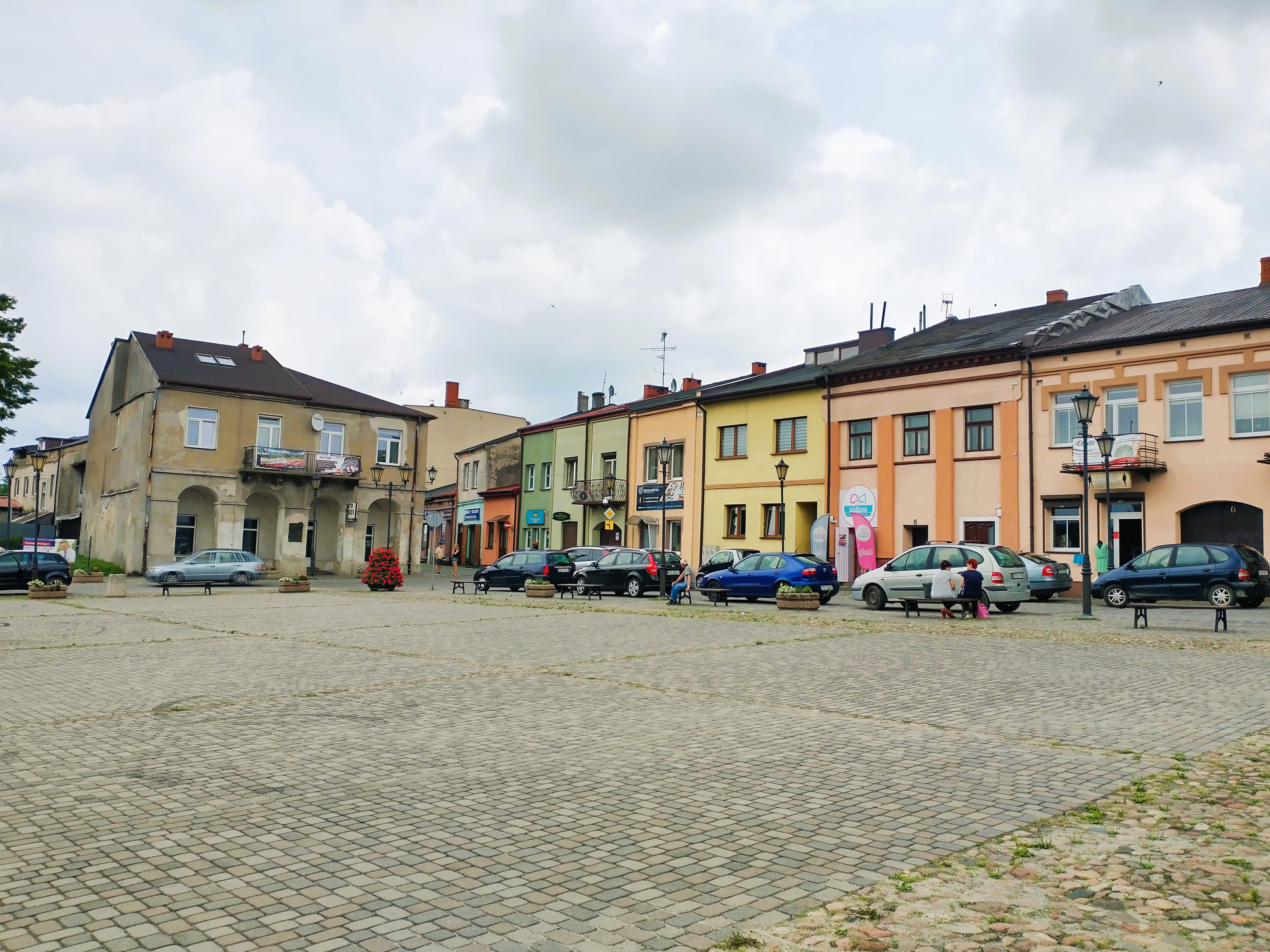
Rynek w Przedborzu

Według rejestru zabytków NID na listę zabytków wpisane są obiekty:
- kościół św. Aleksego z 1278 r. rozbudowany w 1341 i 1659 r., nr rej.: 447 z 27.02.1957 oraz 306 z 18.02.1967
- ratusz z 1820 roku w stylu klasycystycznym, ul. Mostowa, nr rej.: 769 z 30.05.1972
- karczma z XVIII wieku, przebudowana w 1898 roku (obecnie muzeum), ul. Kielecka 7, nr rej.: A-437 z 13.06.1993
- dom z przełomu XVII/XVIII w., nr rej.: 769 29.01.1958 oraz 643 z 14.01.1972
- pozostałości zamku z XIV w., wzniesionego nad Pilicą przez króla Kazimierza Wielkiego.  Osobny artykuł: Zamek w Przedborzu.
- park, nr rej.: 722 z 20.12.1957
- układ urbanistyczny, pierwsza połowa XIV w., nr rej.: 403 z 20.09.1988

W Przedborzu zachował się unikatowy zespół barokowych kapliczek typu słupowego, powszechnie nazywanych „kapliczkami cholerycznymi”. Zostały one wzniesione dla ochrony miasta przed epidemiami cholery, szalejącymi w okolicach Przedborza w XVII wieku. Kapliczki te ustawiano przy wjazdach do miasta, aby zarówno wjeżdżający, jak i wyjeżdżający z niego mogli się pod nimi modlić do Boga o odsunięcie groźby zarażenia się tą chorobą. Do dzisiaj przetrwało w Przedborzu pięć takich kapliczek. Można je znaleźć przy ulicach: Kościelnej, Podzamcze i Koneckiej. Wsparte są na wysokich podstawach, mają wysokie słupy (okrągłe lub prostopadłościenne), a ich zwieńczenie stanowią tzw. latarnie (jedno– lub dwukondygnacyjne). Umieszczono w nich figurki i wizerunki świętych. Kapliczki przykrywane były murowanymi daszkami z metalowym krzyżem. W podobny sposób broniono się w dawnym Przedborzu przed innymi plagami. Stawiano tutaj również kapliczki dla ochrony przed pożarami, gnębiącymi miasto w XVII wieku. Świadczy o tym kapliczka, znajdująca się u wjazdu do miasta przy ul. Cmentarnej, a poświęcona św. Florianowi. Posiada ona niemal identyczną formę, jak opisane wcześniej „kapliczki choleryczne”.
Przy ulicy Kieleckiej, naprzeciw kościoła, znajduje się Muzeum Ludowe Ziemi Przedborskiej. Muzeum gromadzi eksponaty związane z dawną kulturą przedborską oraz z historią miasta.
zabytki niezachowane
- Drewniana synagoga, powstała na rynku w 1760 r. spalona przez Niemców w 1939[2].

inne
- Cmentarz żydowski w Przedborzu

## Demografia

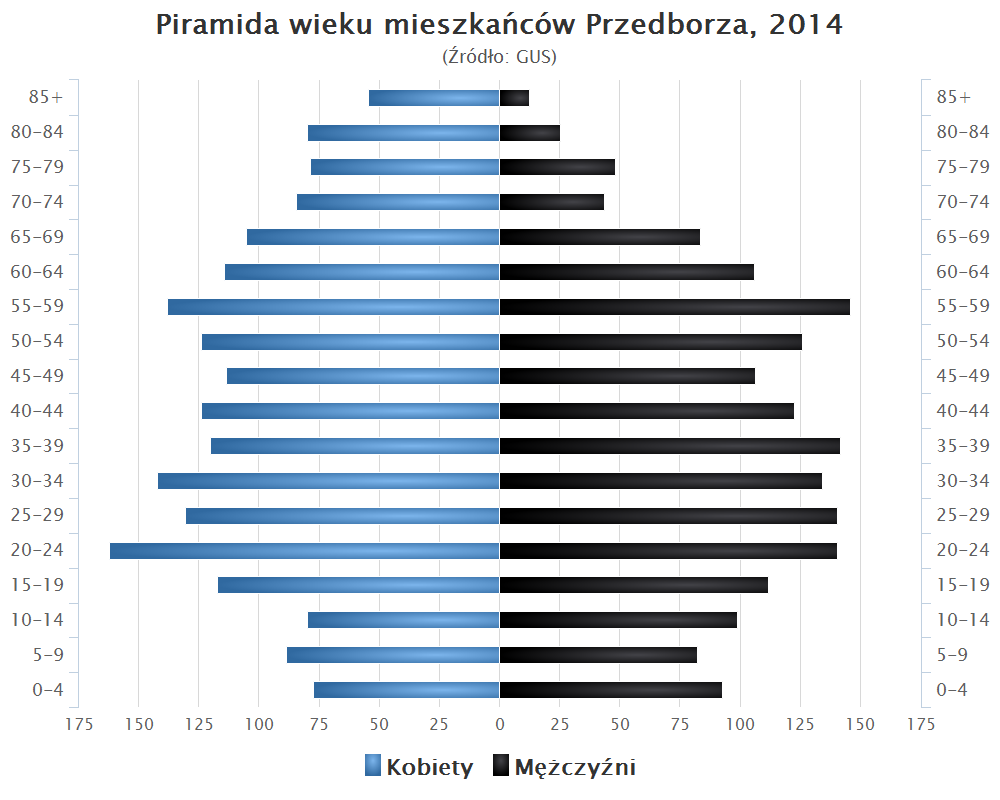
Piramida wieku mieszkańców Przedborza w 2014 roku

## Gospodarka
- tkactwo ludowe
- kowalstwo artystyczne, galanteria metalowa
- turystyka: Przedborski Park Krajobrazowy i Muzeum Ludowe Ziemi Przedborskiej, gospodarstwa agroturystyczne
- produkcja maszyn rolniczych

## Transport
Drogami przebiegającymi przez miasto są:
- Droga krajowa nr 42 – na wschód do Końskich, na zachód do Radomska
- Droga wojewódzka nr 742 – na północ do Piotrkowa Trybunalskiego przez Ręczno, na południe do Włoszczowy
- na północ droga do Faliszewa, Skotnik, Dąbrowy nad Czarną i Sulejowa (do drogi krajowej nr 74 i drogi krajowej nr 12) oraz do wsi Zuzowy
- na północny zachód droga do wsi Korytno,
- na południowy wschód do wsi Kaleń, Policzko i Wojciechów
- na południowy wschód do wsi Brzostek
- na południowy zachód droga do wsi Kawęczyn i Sokola Góra

Komunikację w Przedborzu i okolicach zapewnia PKS Radomsko. Przedbórz posiada bezpośrednie połączenie z Łodzią, Katowicami, Lublinem, Kielcami, Częstochową, Radomskiem, Krakowem, Włocławkiem, Piotrkowem Trybunalskim, Chełmem, Radomiem, Końskimi, Jędrzejowem i Włoszczową.

## Przyroda
Miasto jest położone po obu stronach rzeki Pilicy, na Wyżynie Przedborskiej. W granicach miasta znajduje się Zespół Przyrodniczo-Krajobrazowy „Majowa Góra”. Od wschodu Przedbórz jest otoczony rozległymi lasami, przez które prowadzą drogi w kierunku Skotnik, Końskich, Gór Mokrych, Włoszczowy. Część tego obszaru jest objęta granicami Przedborskiego Parku Krajobrazowego. Na zachód od miasta dominuje krajobraz rolniczy – okolice wiosek Korytno, Wielgomłyny i Chełmo. W odległości około 13 km na północ od miasta, w Skotnikach, znajduje się południowy kraniec Sulejowskiego Parku Krajobrazowego, a nieco dalej – Rezerwat przyrody Diabla Góra. Pozostałe rezerwaty to Rezerwat przyrody Góra Chełmo koło wsi Chełmo, Rezerwat przyrody Jawora na południe od Dobreniczek, Rezerwat przyrody Wielkopole w bliskim sąsiedztwie wsi o tej samej nazwie, Rezerwat przyrody Murawy Dobromierskie koło Dobromierza i Bukowa Góra w Przedborskim Parku Krajobrazowym.
Przedborski Park Krajobrazowy wraz z Sulejowskim Parkiem Krajobrazowym wchodzą w skład zespołu Nadpilicznych Parków Krajobrazowych.

## Szlaki turystyczne

### Szlak partyzancki – czerwony
długość: 220 km
trasa: Radomsko – Ojrzeń – Ewina – rezerwat Jasień – Kobiele Wielkie – Góra Chełmno – Przedbórz – Bąkowa Góra – Sulejów – Przygłów – Witów – Piotrków Trybunalski – Meszcze – Polichno – Swolszewice Duże – Nagórzyce – Tomaszów Mazowiecki – Spała – Anielin – Poświętne – Radzice PKP – Szydłowiec – Skarżysko-Kamienna

### Szlak wodnyPilicy
długość: 228 km
trasa: Zarzecze k. Szczekocin – Przedbórz – Faliszew – Skotniki (powiat piotrkowski) – Sulejów – Zalew Sulejowski – Tomaszów Mazowiecki – Spała – Inowłódz – Żądłowice – Grotowice – Domaniewice – Nowe Miasto nad Pilicą – Białobrzegi – Warka – ujście Pilicy
Stopień trudności według klasyfikacji międzynarodowej: CL I (przejazd łatwy), miejscami CL II (przejazd trudniejszy – wąskie koryto, znaczny spadek, kamieniste dno).

### PieszySzlak Rekreacyjny Rzeki Pilicy
długość: 122 km
Przez miasto przebiega  pieszy Szlak Rekreacyjny Rzeki Pilicy.

## Sport
W Przedborzu istnieje klub MKS Pilica Przedbórz.
W sezonie 2010/2011 klub grał w III lidze łódzko-mazowieckiej.
Obecnie (sezon 2023/2024) klub gra w klasie okręgowej, gr. Piotrków Trybunalski.
11 maja 2009 r. otwarto kompleks boisk sportowych w ramach programu Orlik 2012.

## Wspólnoty wyznaniowe
- Kościół rzymskokatolicki (dekanat przedborski):
  - parafia św. Aleksego
- Świadkowie Jehowy:
  - zbór Przedbórz (Sala Królestwa Wola Przedborska 17C)[28].